# Yamaha V-Max
De Yamaha V-Max, een motorfiets, is niet in een van de bekende categorieën in te delen.
Het is geen custom, geen sportfiets en, door de afwezigheid van beschermend plastic, al helemaal geen toermotorfiets.
Door de eigenzinnige vormgeving straalt hij vooral agressie en trekkracht uit.
Deze macho-motor creëert zijn eigen categorie. Het is een boulevardblaffer en een stoplichtsprinter.
Want sprinten kan de V-Max. Dat blijkt al uit het brede 15 inch achterwiel en de hoge 150/90 band. Hierop rust de taak de beschikbare 145 pk op het asfalt over te brengen.
Althans, in de Amerikaanse versie die is uitgerust met het bijzondere V-boost systeem. De geknepen Europese versie moet het doen zonder deze turbo en moet zich met 100 pk tevreden stellen.
De V-boost is een elektronisch gestuurde vlinderklep in het inlaattraject die open gaat als de 6000 toeren wordt bereikt. De Max ademt dan door twee carburateurs voor iedere cilinder, in plaats van een.
Een belangrijk onderdeel van het agressieve uiterlijk zijn de twee luchthappers naast de dummy-tank. Dummy, want de werkelijke tank bevindt zich onder het zadel. De vijftien liter die daarin gaan zijn, bij pittig gasgeven, al binnen 150 kilometer opgestookt.
In 1996, ter ere van het 40-jarig jubileum van Yamaha, werd een special 140-pk versie op de Nederlandse markt gebracht onder de naam VMX 1200 Black Max.